# 无危物种

无危（IUCN）

无危物种，或稱暫無危機物種，是國際自然保護聯盟對物種保护现状分類之一，指现存的物种中被评估為不属于其他分类的物种。它们既不是濒危物种、也不是近危物种，这一类物种在其生存环境受威胁的程度较低。物种不能天然的被分配到"无危物种"类别，除非保护联盟已经对其种群状况进行了评估。也就是说，进入这一分类的前提是拥有足够的信息来根据其种群状况进行直接或间接的分析。很多常见的物种比如原鸽、夜鹭乃至人类自身都属于该类别。

## 外部連結
- List of Least Concern species as identified by the IUCN Red List of Threatened Species